# 昂托纳沃
昂托纳沃（法語：Antonaves，法語發音：[ɑ̃tɔnav]）是法国上阿尔卑斯省的一个旧市镇，属于加普区。

## 地理
昂托纳沃（44°15'59"N, 5°48'17"E）面积8.03 平方千米，位于法国普罗旺斯-阿尔卑斯-蓝色海岸大区上阿尔卑斯省，该省份为法国东南部内陆省份，北起萨瓦省，西北接伊泽尔省，西南接德龙省，南至上普罗旺斯阿尔卑斯省，东北部与意大利接壤。
与昂托纳沃接壤的市镇（或旧市镇、城区）包括：米松、沙布尔新堡、里比耶、圣皮耶尔阿韦、比埃什-梅乌日河谷村。

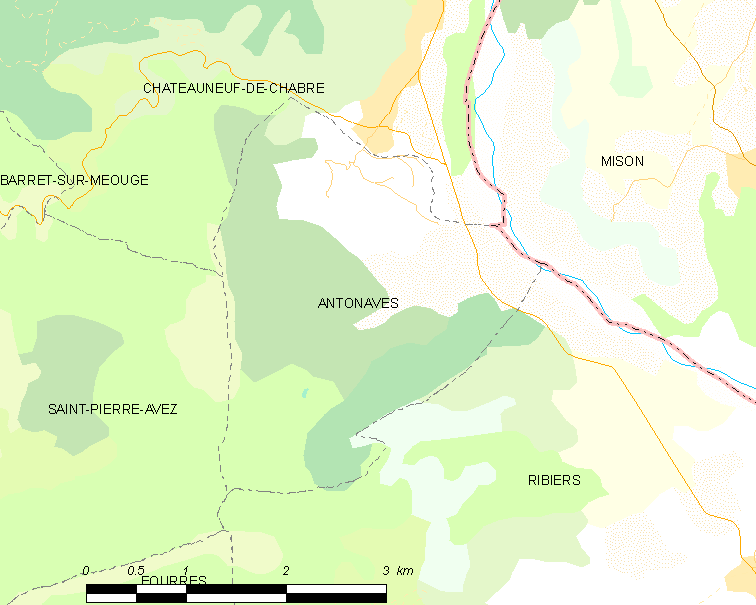
昂托纳沃的OSM定位图

昂托纳沃的时区为UTC+01:00、UTC+02:00（夏令时）。

## 行政
昂托纳沃的邮政编码为05300，INSEE市镇编码为05005。

## 政治
昂托纳沃所属的省级选区为拉拉涅蒙泰格兰县。

## 人口

1962-2008年间昂托纳沃人口变化图示

昂托纳沃于2018年1月1日时的人口数量为143人。